# 자비송

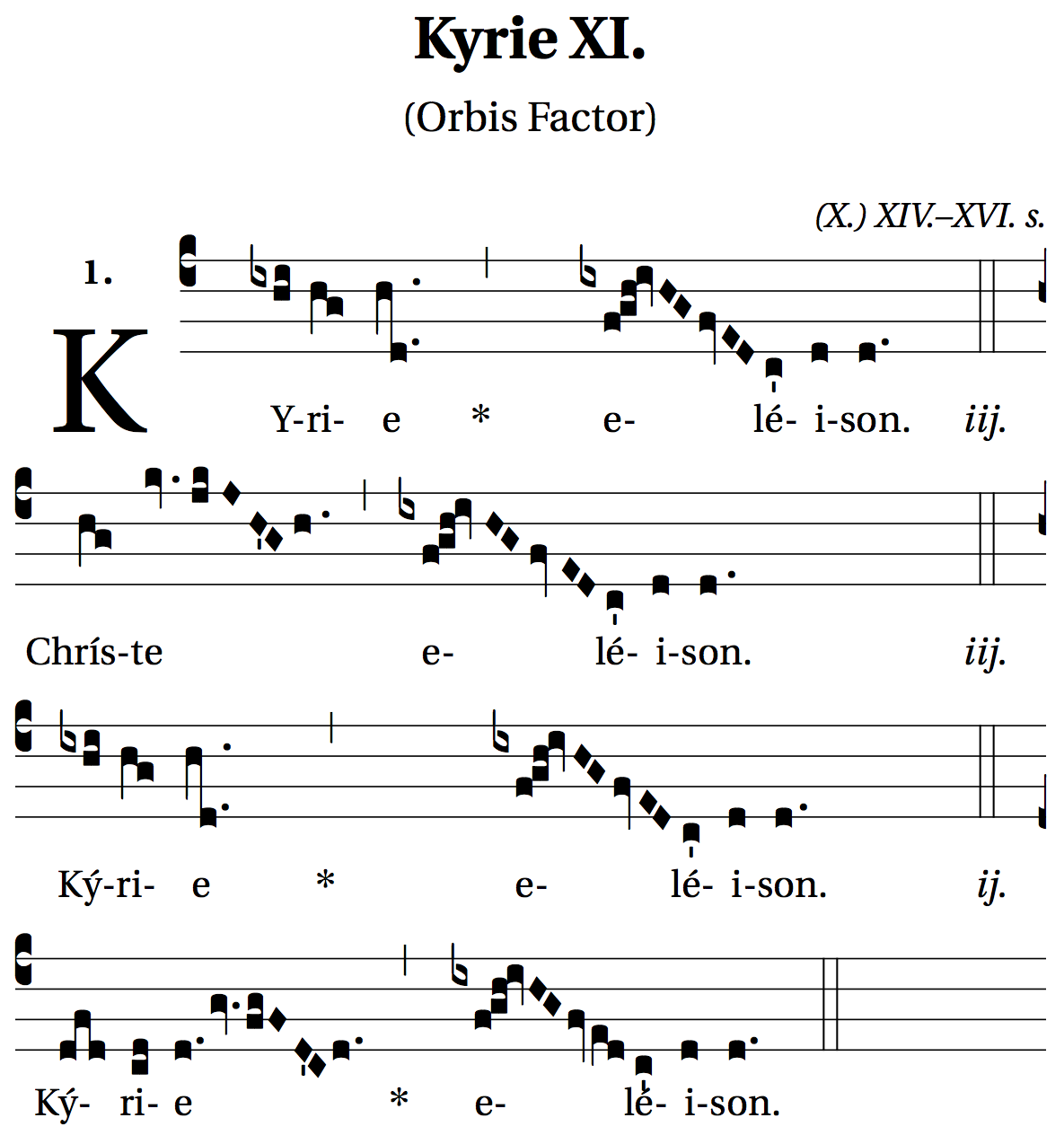
그레고리오 성가에 실린 자비송 17 ("orbis factor")

키리에(그리스어: Κύριε, 또는 자비송, 기도송)은 그리스도교 전례의 일부로서, 하느님의 자비를 구하는 노래이다. 이 노래는 또한 미사곡의 첫 번째 곡이기도 하다.

## 본문

### 원문
원문은 나머지 4개의 미사곡과 달리 그리스어로 되어있다.
- 그리스 알파벳

Κύριε ἐλέησον,Χριστὲ ἐλέησον,Κύριε ἐλέησον.

- 라틴 알파벳

Kyrie eleison, Christe eleison, Kyrie eleison.

### 영어
Lord have mercy, Christ have mercy, Lord have mercy.

### 한국어
사제(목사)가 먼저 구절을 시작하고, 신자들이 따라하는 형식이다. 현재의 천주교 미사 양식에서는 두 번 반복하여 부르지만, 이전의 트리덴틴 성제에서는 세 번 반복하여 불렀다.
* 한국 천주교회
(사제) 주님, 자비를 베푸소서.

주님, 자비를 베푸소서.

(사제) 그리스도님, 자비를 베푸소서.

그리스도님, 자비를 베푸소서.

(사제) 주님, 자비를 베푸소서.

주님, 자비를 베푸소서.

* 대한 성공회
(사제) 주여, 우리를 불쌍히 여기소서.

주여, 우리를 불쌍히 여기소서.

(사제) 그리스도여, 우리를 불쌍히 여기소서.

그리스도여, 우리를 불쌍히 여기소서.

(사제) 주여, 우리를 불쌍히 여기소서.

주여, 우리를 불쌍히 여기소서.

* 기독교한국루터회
(목사) 고요히 우리 함께 기도드리세.

주여, 우리를 불쌍히 여기소서.

(목사) 하나님이 주시는 평화, 우리 구원 위하여, 우리 함께 기도드리세.

주여, 우리를 불쌍히 여기소서.

(목사) 온 세상의 평화, 주님 교회의 번영, 모든 인류가 하나 되도록 우리 함께 기도드리세.

주여, 우리를 불쌍히 여기소서.

(목사) 예배와 찬양을 드리는, 이 거룩한 모임을 위하여, 우리 함께 기도드리세.

주여, 우리를 불쌍히 여기소서.

(목사) 은혜로우신 주여, 우리를 구원하소서

아멘.

개신교의 21세기 찬송가 632장에는 성공회 가사와 유사한 자비송이 수록되어 있다.
* 찬송가 632장
주여 주여 우리를 불쌍히 여기소서.

그리스도여 그리스도여 우리를 불쌍히 여기소서.

주여 주여 우리를 불쌍히 여기소서.

## 같이 보기
- 예수 기도